# Paşalimanı
Paşalimanı (tur. Paşalimanı Adası; gr. Αλώνη, Aloni) – niewielka wyspa należąca do Turcji, leżąca w południowej części Morza Marmara. Należy do dystryktu Marmara w prowincji Balıkesir. Na wyspie jest 5 osiedli ludzkich: Paşalimanı, Poyrazlı, Harmanlı, Balıklı i Tuzla. Ma ona powierzchnię 21 km², tym samym jest 110. największą wyspą Morza Śródziemnego. Ucierpiała ona mocno (2 całkowicie zniszczone wioski i 2 częściowo) podczas trzęsienia ziemi w 1935 roku.